# Három-szurdok

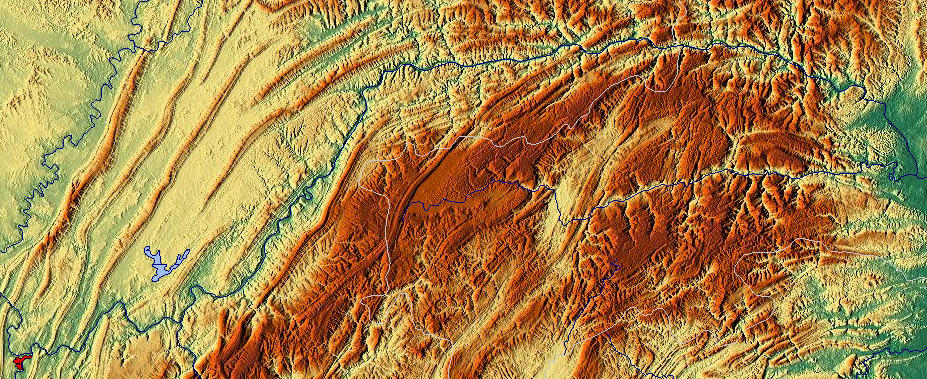
A Három-szurdok a térképen

A Három-szurdok (三峽, pinjin: Sānxiá, magyar átírás: Szanhszia) a Jangce folyam azon szakasza, ahol a folyam a Szecsuani-medencéből a hegyeket átvágva áttör a Kínai-alföldre. Itt épült fel a Három-szurdok-vízerőmű, a világ legnagyobb ilyen létesítménye.

## A Három-szurdok

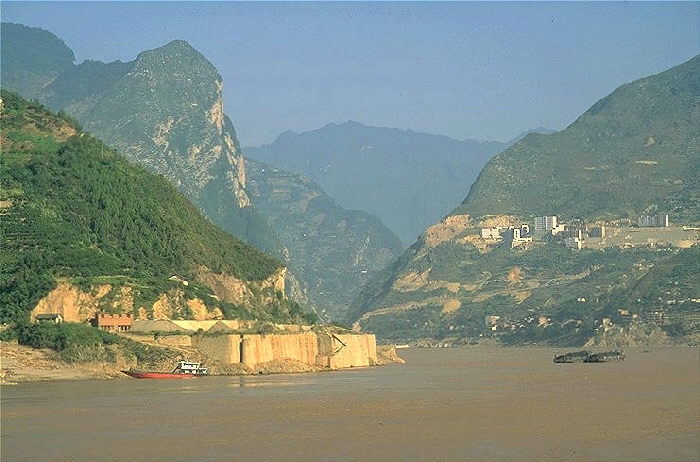
Kép a Három-szurdokból

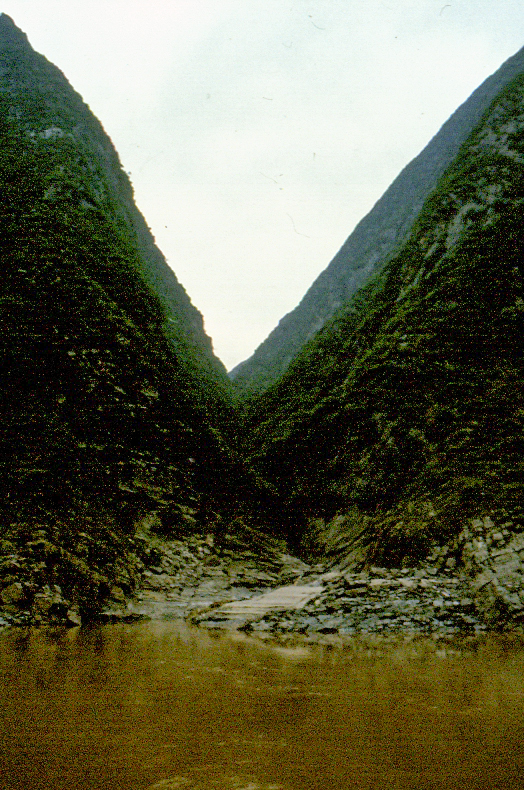
Kép a Három-szurdokból

A Jangcének, a világ harmadik leghosszabb folyójának (a Nílus és az Amazonas után), egyedülálló látványossága a 193 kilométer hosszú Három-szoros, ahol az addig mintegy 500 méter széles folyó 100-150 méterre szűkül össze, és ahol az áradatot 500–600 (helyenként akár 1500) méter magas sziklafalak szegélyezik. A víz mélysége a duzzasztás előtt is elérte az 50-70 métert. A nyolc kilométeres Csütang (Qutang)-szoros, a negyven kilométeres Vu (Wu)-szoros és a hetvenöt kilométer hosszú Hsziliang (Xiliang)-szoros Szecsuan tartományból vezet át Hupej tartományba.

## Nevezetességek a Három-szurdokban

### Fengtu(Fengdu)és az Ördögök városa
Csungking (Chongqing)tól (a „Csungking” a hivatalos, hagyományos magyar névalak a szorosan átírt Csungcsing helyett) lefelé hajózva a Jangcén, Fengtu (Fengdu) az egyik első állomás, eredetileg a folyó bal partján épült, a modern városrész azonban már a jobb parton terjeszkedik. Az Ördögök városa a bal parton egy dombtetőn áll, a legenda szerint az ördögök lakhelye ez. A Han-dinasztia idején (i. e. 206 – i. sz. 220) állítólag két taoista remete élt itt, Jin Csangsen (Yin Changsheng) és Vang Fangping (Wang Fangping), akik halhatatlanná váltak. Később, a Tang-dinasztia idején vezetékneveik összevonásával született az „alvilág fejedelme” (jinvang (yinwang)) kifejezés. A hagyomány szerint a városban álló Ördögök kapujából vezet az út az alvilágba, ahol a Pokol fejedelme dönt a halott lelkek sorsáról. Turistalátványosságként az utóbbi pár évben két új templom is épült két dombtetőre a régi templomok mellé. A leghíresebb látványosságok közé tartozik a Heng és Ha templom, a „Semmit se lehet tenni” híd és a „Szellemkínzó” út. A Heng és Ha buddhista templom, amely két természetfeletti hatalommal megáldott őr tiszteletére épült. Heng káprázatos fényt tud szórni, Ha pedig sárga szelet fúj. Az életükben bűnös halott lelkeket ez a szél és ez a villám sújtja.  A három márványoszlopon álló „Semmit se lehet tenni” hídon átsétáló lélek akkor bűntelen, ha három lépéssel át tud haladni a túlpartra, a bűnös lelkek azonban beleesnek a folyóba, és új életre kell születniük. (A név arra utal, hogy az ember nem tehet semmit annak elkerülésére, hogy előbb-utóbb át kelljen mennie a hídon). Az alvilágba vezető út harmadik állomása a „Szellemkínzó” út, amelyen kínzóeszközöket és gonosz démonok képeit lehet látni. Itt az utazó már egy dollárnyi jüanért vehet útlevelet a Mennybe!

### A Vörös pagoda a Shibaozhai-nál
Csunghszien (Zhongxian) városától nem messze fekszik az Ékkő erődítmény (Sipaocsaj (Shibaozhai)) a Jangce bal partján. A 12 emeletes, 56 méter magas vörös fából készült pavilont egy jáde-pecsét alakú szikla oldalában 1650-ben kezdték építeni a Csing-dinasztia idején, és Csien-lung császár uralkodása alatt készült el (1736–96). Eredetileg 9 emeletes volt, a buddhisták „kilenc mennyországára” utalva, a felső három emeletet az 1956-os renoválásnál építették rá. Az épület három részből tevődik össze: a bejárati kapu, fölötte az emeletes pavilon, a tetején pedig egy kicsi templom. A hegyoldalnak támaszkodó pavilon alaprajza négyszögletes, emeletei egyre kisebb alapterületűek, így a torony formája megnyúlt lépcsőzetes piramisra emlékeztet. Az egész épületegyüttes fából készült. A sárga bejárat felirata ugyan hívogatja a vendéget, hogy másszon fel a kis tündérországba, azaz a felső templomba, de egészen 1919-ig a zarándokok csak egy vasláncon tudtak felmászni. Csak 1919-ben építettek hozzá lépcsőt, aminek megmászása még így is igen fáradságos feladat. A hely a nevét a folyóparton heverő hatalmas sziklatömbnek köszönheti, amely a legenda szerint annak a kőnek a maradéka, amellyel a Nuwo nevű ősi istenség megfoltozta a kilyukadt eget.

### AZsang Fej(Zhang Fei)templomJünjang(Yunyang)ban
Jünjang (Yunyang) a Jangce folyó bal partján terül el Csungking (Chongqing)tól csaknem 400 km-re, a várossal szemben a Repülő Főnix-hegyen (Fejfengsan (Feifengshan)) magasodik a mázolt cseréptetős, vörös falú Zsang Fej (Zhang Fei) templom. Az épület első változata a 3. század végén épült, később többször átépítették, kibővítették. A templom előtt a folyamról jól látható „Tiszta szél a Jangcén” kőfelirat olvasható. A templom a kínai hagyomány három hűséges fegyvertársa egyikének, Zsang Fej (Zhang Fei) hadvezérnek állít emléket. A három királyság korában (i. sz. 3. század) Zsang Fej (Zhang Fei) és két fegyvertársa, Liu Pej (Liu Bei) és Kuan Jü (Guan Yu) – a Su (Shu) állam hűséges és bátor katonái – a béke és rend megőrzése érdekében szövetkeztek a Barack-kertben. 221-ben a Vu állam elleni harcban Kuan Jü (Guan Yu) meghalt, amiért Liu Pej (Liu Bei), Su (Shu) királya bosszút esküdött Vu (Wu) állam ellen, és Zsang Fej (Zhang Fei)t küldte harcba. A hadvezért azonban egyik katonája megölte, annak ellenére, hogy közben a két királyság békét kötött. A gyilkos levágta Zsang Fej (Zhang Fei) fejét, és a Jangcébe dobta. A legenda szerint a hadvezér megjelent egy halász álmában, és arra kérte, hogy fogja ki a fejét és temesse el Su (Shu)ban. A halász teljesítette kérését, megtalálta a fejet és vele együtt egy arannyal teli edényt, amiből eltemette a fejet, és a sír fölé templomot emelt a Repülő Főnix-hegyen.
A templom bejárata előtt a három hűséges fegyvertárs óriásszobra látható, az első teremben pedig Kuan Jü (Guan Yu) ül középen, két oldalán pedig az életéből láthatunk jeleneteket. A „Segítő Szél” pavilon 850 éve épült, Zsang Fej (Zhang Fei)ről és feleségéről készült képeket és domborműveket találhat itt a látogató. Állítólag a hadvezér lelke segítő szél formájában gyakran megjelenik és segít az arra hajózóknak. Ezért a hajósok gyakran jártak ide áldozatot bemutatni és füstölőt gyújtani Zsang Fej (Zhang Fei) tiszteletére.

### Vusan(Wushan)város
Vusan (Wushan) városa a Sang-dinasztia idején született (i. e. 16–11. század). Csu (Chu) királya itt alapította meg Vu (Wu) járást a Hadakozó fejedelemségek korában (i. e. 476 – i. e. 221). Rengeteg buddhista templom épült a városban az első századok folyamán, amelyeknek többsége sajnos mára elpusztult. A Han-dinasztia idején Vusan (Wushan) virágzó mezőgazdasági és ipari központ volt, ma már a „Kis Három-szoroshoz” köthető turizmus a leginkább fejleszthető iparág. A városból hajókirándulások indulnak, valamint fel lehet mászni a Vusan (Wushan)-hegyre (Boszorkány-hegy), ahonnan gyönyörű kilátás nyílik a Wu-szorosra. A város amúgy Wu Xianről (Vu Hszien), a Tang-dinasztia egyik főhivatalnokáról kapta a nevét, akit a várossal átellenes Nanling-hegyen temettek el.
A mai Vusan (Wushan) két igen elkülönült részből áll, ami különösen szembeötlő, ha a folyó másik oldaláról látunk rá a városra. A régi városrészt a Három-szoros erőmű víztározója fokozatosan elönti. A lebontásra váró kidőlt-bedőlt házak összevisszasága fölött egy új, modern város terül el. 2003. július 1-jén elkezdték elárasztani. Már 1997 óta szorgalmasan építik az új városrészt, hogy minden kitelepítettnek jusson új lakás. Az új rész a réginek háromszorosa, amely 100 ezer ember lakhatását biztosítja. Vusan (Wushan) 583 ezres népességének 15%-a (83 ezer) lesz kitelepítve 2009-ig.
Az építkezés társadalmi feszültségeket teremtett, egyesek szerint az erőműnek köszönhető, hogy a város esélyt kapott a megújulásra, mások szerint azonban a korrupt hivatalnokok elsikkasztják a pénzt, a fejenkénti 10 ezer jüan (2100 USA dollár) pedig amúgy sem elég arra, hogy kompenzálja a veszteségeket. A lakók többsége ennek ellenére elégedett a tisztább, kényelmesebb lakáskörülményekkel.
Vusan (Wushan) jó példája a vízierőmű építéséhez kapcsolódó problémáknak és lehetőségeknek. Az ősi város számos műemlékével együtt víz alá kerül, és a lakókat ki kell telepíteni innen. A központi kormányzat a kitelepítést pénzzel támogatja, amely azonban nem elég a kitelepítettek támogatására, ráadásul mire eljut az érintettekhez, a különböző szintű szervek az összeg egy részét elvonják. A lakók vadonatúj, jobb életkörülményeket biztosító lakótelepekre költözhetnek, ugyanakkor szakítani kell régi életformájukkal, hagyományaikkal. A környékbeli parasztok elárasztott földjeik helyett új földterületeket kapnak (nem tulajdonként, hanem névleges összegű, hosszú távú bérletként), az új földek azonban természetesen magasabban, a hegyoldalakban fekszenek, s rosszabb minőségűek, ráadásul más megművelési technikát igényelnek, mint a régi, folyamvölgyi birtokok. Emiatt, bár a kitelepítést és az ehhez kapcsolódó szociális intézkedéseket a kínai hatóságok igyekeznek sikertörténetként feltüntetni, valójában rengeteg elégedetlenséget szülnek, és a környéken többször került sor zendülésekre, tüntetésekre, a hatóság és a lakosság közötti konfliktusokra.

## A Három-szurdok-vízerőmű

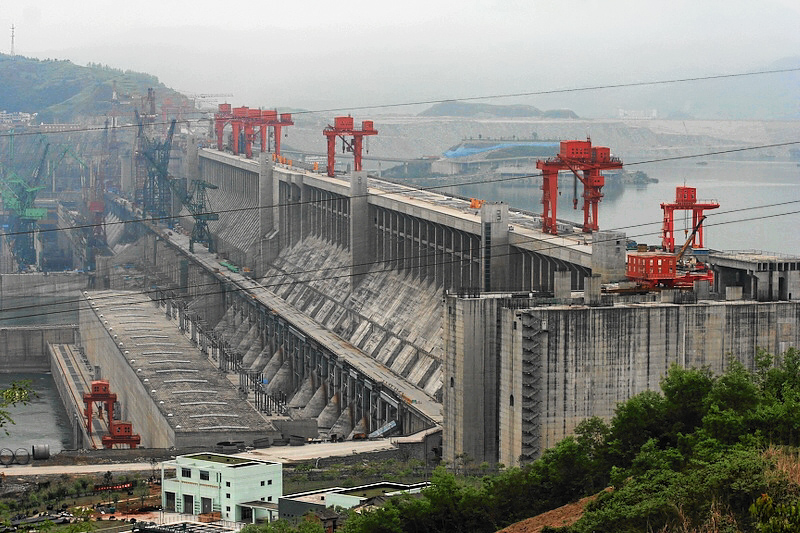
Az erőmű gátja

A 24 milliárd dolláros befektetést igénylő erőmű, másfél kilométeres szélességével és 185 méter magas gátjával a világ legnagyobb vízerőműve, amely 632 km² területű tavat duzzaszt a folyón felfelé, egészen Csungking (Chongqing) városáig. 101 600 millió kilowattórányi elektromos energiát állít elő, ami a kínai áramtermelésnek kilencede, és ráadásul olyan területek ellátását biztosítja, amelyek eddig nehezen jutottak energiához. A kínai nagy fal megépítése óta ez Kína legnagyobb építészeti vállalkozása, amelynek eredményeképp a gát az ország modernitásának szimbólumává egyik szimbólumává vált a 2000-es évek elején.

### Története
Először Szun Jat-szen javasolt vízerőmű-építést a Három-szurdoknál 1919-ben, majd az 1950-es évek árvizeit követően Mao Ce-tung (Mao Zedong) rendelte el a környék alapos felmérését egy esetleges gát megépítése érdekében. Az építkezés komoly tervként azonban csak az 1980-as években fogalmazódott meg, ami – Kínára nem jellemző módon – komoly társadalmi tiltakozást váltott ki. 1989-ben tíz hónapra börtönbe zárták Tai Csing (pinjin?) újságírónőt a gát elleni érveket tartalmazó interjúkötete miatt, a kötetet pedig betiltották. Li Pengnek, a vízmérnök végzettségű akkori miniszterelnöknek 1992-ben végül sikerült elfogadtatni a gátépítési tervet a kínai parlamenttel. 1994–96 között elkészült az üzemvízcsatorna, 1998 és 2003 között megépült a gát egy része és üzembe helyeztek 12 generátort. A 2309 méter hosszú és 185 méter magas duzzasztómű 2006 májusában elkészült és szerény ceremónia keretében felavatták.
Az építkezés során rengeteg probléma merült fel, korrupciós botrányok, pénzhiány terhelték a vállalkozást, környezetvédelmi és társadalmi szempontból pedig az egész erőmű létjogosultságát megkérdőjelezték. 

### Társadalmi és környezeti hatásai

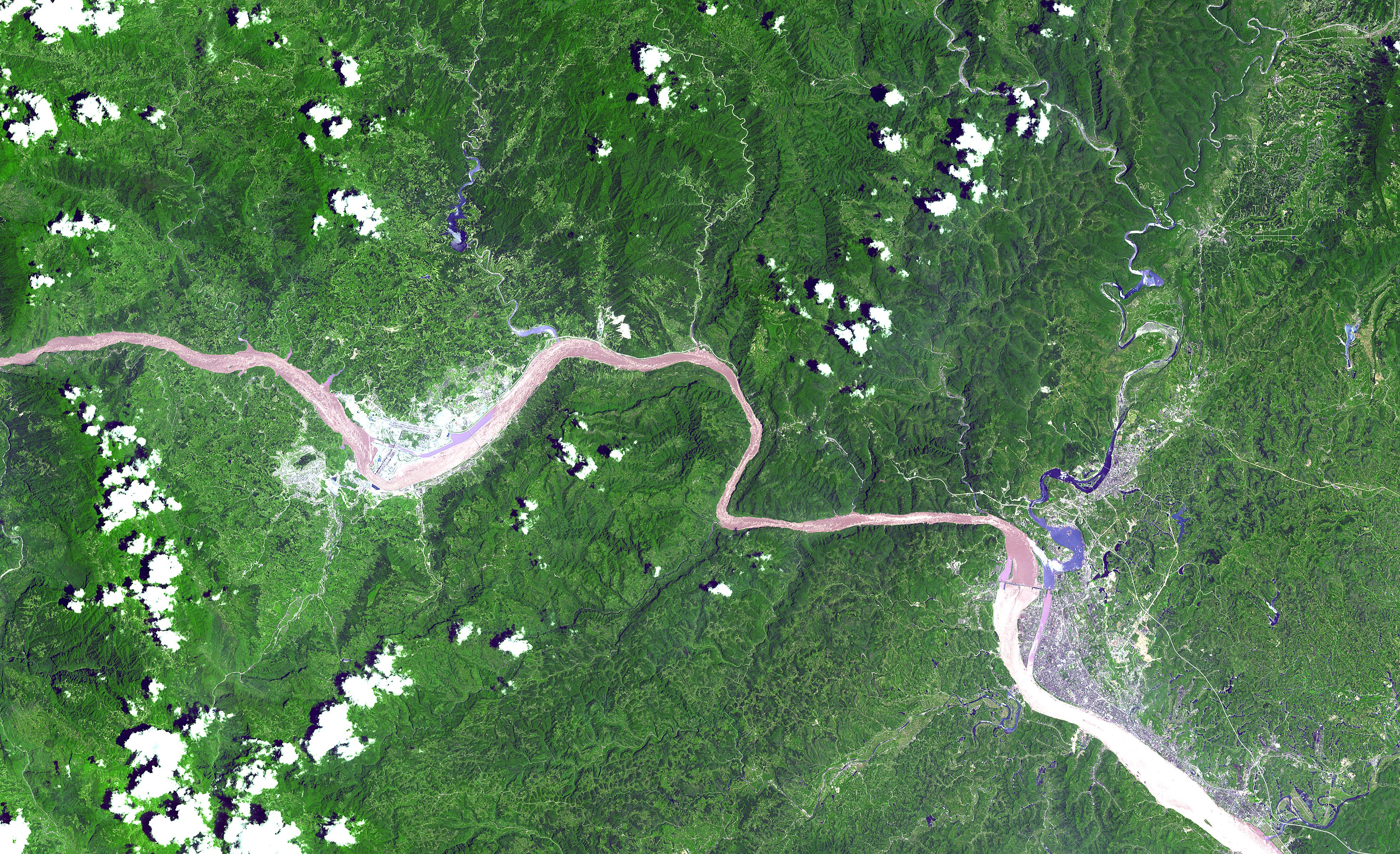
Balra a Három-szurdok gát és tározó, jobbra a Gezhouba erőmű műholdképe

Környezetvédelmi szempontból egyesek szerint a gát katasztrófához vezethet. Mivel a hulladékelszállítás nem megoldott a területen, rengeteg mérgező anyag kerülhet egyenesen a felduzzasztott tóba, ami a lelassult folyamnak köszönhetően felhalmozódik, ahelyett, hogy gyorsan lefolyna a tengerbe. Mindemellett üledék rakódik le, ami idővel a nagyobb hajók forgalmát akadályozhatja.
Társadalmi szempontból is megkérdőjelezhető a beruházás, hiszen a gát miatt több mint 100 települést öntött el a víz, így becslések szerint másfél millió embert kellett kitelepíteni. Az építkezés összköltségének harmadát így is az áttelepítések emésztették fel. Igaz ugyan, hogy a 300 ezer földműves kapott új földet, de szakértők szerint 700 ezernek lett volna rá szüksége. Az elárasztott földek pedig Kína legtermékenyebb területei közé tartoztak, az a termőföld viszont, amit cserébe kaptak, sokkal rosszabb minőségű és kevésbé termékeny.
A kulturális veszteség szintén számottevő. Régészek és történészek szerint közel 1300 kulturális és természeti nevezetesség vész örökre el a víz alatt.
A Három-szurdok-vízerőmű, a világ legnagyobb ilyen létesítménye Kína növekvő áramfogyasztásának fontos forrása. A zsiliprendszernek és a vízszint emelkedésének köszönhetően a hajóforgalom megnő, 10 ezer tonnás óceánjáró hajók is képesek lesznek több mint 2000 kilométer hosszan – egészen Csungking (Chongqing)ig – behatolni az ország szívébe. 
A gát megszelídíti az évről évre kiáradó Jangcét, megmentve a területet a folyamatos árvizektől, amelyek az elmúlt száz évben több mint egymillió életet követeltek.